# Wilson Pittoni
Wilson Pittoni (San Antonio, Paraguay, 20 de abril de 1985) es un futbolista paraguayo. Juega de centrocampista y actualmente es jugador del Club Olimpia De posta Ybycua De Capiata de la  Liga Capiateña de Futbol

## Trayectoria
Wilson Pittoni, oriundo de la ciudad de San Antonio, defendió a Libertad en 2008. En el 2009, jugó para Sol de América y Tacuary. Al año siguiente regresó a Libertad, temporada en la que logró consolidarse jugando treinta y seis partidos de Primera División y marcando dos goles, para coronar su campaña con la obtención del Torneo Clausura. A finales de 2010, fue transferido al Figueirense F. C. de la Serie A de Brasil.
En enero de 2013, Pittoni fichó para el Club Olimpia de Paraguay, equipo con el que realizó una excelente campaña al lograr el subcampeonato de la Copa Libertadores 2013.

## Selección nacional
Ha sido internacional con la selección de fútbol de Paraguay. En agosto de 2011, Pittoni fue convocado por el entrenador Francisco Arce para integrarla por primera vez. El 14 de agosto de 2013, Wilson anotó su primer gol con la casaca albirroja (mismo día en que cumplía 28 años) ante Alemania, en Kaiserslautern.

### Goles en la selección
| Resultados | Resultados | Resultados | Resultados | Lugar          | Estadio              | Fecha                | Tipo     | Gol(es) |
| ---------- | ---------- | ---------- | ---------- | -------------- | -------------------- | -------------------- | -------- | ------- |
| Paraguay   | 3          | 3          | Alemania   | Kaiserslautern | Fritz-Walter-Stadion | 14 de agosto de 2013 | Amistoso | 1 gol   |

## Clubes
| Club                      | País     | Año         |
| ------------------------- | -------- | ----------- |
| Libertad                  | Paraguay | 2006 - 2008 |
| Sol de América            | Paraguay | 2009        |
| Tacuary                   | Paraguay | 2009        |
| Libertad                  | Paraguay | 2010        |
| Figueirense               | Brasil   | 2011 - 2012 |
| Olimpia                   | Paraguay | 2013        |
| Bahia                     | Brasil   | 2014        |
| Olimpia                   | Paraguay | 2014        |
| Bahia                     | Brasil   | 2015        |
| Olimpia                   | Paraguay | 2016        |
| Guaraní                   | Paraguay | 2017 - 2018 |
| Luqueño                   | Paraguay | 2018        |
| Club Teniente Fariña      | Paraguay | 2019        |
| Club 25 de Septiembre     | Paraguay | 2023-2024   |
| Club Boquerón             | Paraguay | 2024        |
| Club Olimpia Posta Ybycua | Paraguay | 2024        |

## Palmarés

### Torneos nacionales
| Título          | Club     | País     | Año  |
| --------------- | -------- | -------- | ---- |
| Torneo Clausura | Libertad | Paraguay | 2007 |
| Torneo Apertura | Libertad | Paraguay | 2008 |
| Torneo Clausura | Libertad | Paraguay | 2008 |
| Torneo Clausura | Libertad | Paraguay | 2010 |

Otros logros:
- Subcampeón de la Copa Libertadores 2013 con Olimpia.